# Maastricht ostroma (1748)
Maastricht ostromára 1748 április–májusában került sor az osztrák örökösödési háború során. Szász Móric francia seregeivel a flandriai hadjáratának befejezéseként vette ostrom alá a várost. A hosszú ostrom után a védők kapituláltak és szabadon elvonulhattak a városból.

## Előzmények
A lauffeldi győzelme után Szász Móric, tudatában annak, hogy ellenfelei erőforrásai nem teszik lehetővé egyszerre két város megvédését, seregét két részre osztotta. A kisebbik, 30 000 fős sereget Löwendal vezetésével Bergen op Zoom bevételére küldte, míg ő maga a nagyobbik, 60 000 fős sereggel Maastricht ellen vonult.

## Az ostrom
Szász Móric az ellenségei megtévesztésére egy kontingenst küldött Breda irányába, azt a látszatot keltve, mintha ezt a várost akarná megostromolni, így az út szabaddá vált számára Maastricht felé. A franciák 1748. április 11-én zárták körbe a várost, Móric a város melletti Hocht apátságban kvártélyozta be magát. Április 21-én a francia tüzérség nekilátott az erőd bombázásának. A franciák támadásukat az erőd északnyugati részén található két kapu (Boschpoort és Lindenkruispoort) közti falszakaszra koncentrálták. Az első kisebb sikereket csak a hónap végén érték el, mikor a La Reine és Le Roy külső erődművekhez tartozó két nyíl alakú sáncot elfoglalták. A holland és osztrák csapatokból álló maastrichti helyőrség morálja magas volt, és van Aylva heves kitörésekkel védelmezte a várost. Május 3-án érkezett a hír Aachenből, hogy a békemegállapodás már készen áll. Két nappal később a IV. Vilmos Aylvát Maastricht kormányzójává tette meg, valószínűleg a hősies védekezésének jutalmául.
Habár a harci cselekmények megszűntek és a küzdelem kimenetele még nem volt nyilvánvaló, május 7-én a város hivatalosan megadta magát. Május 10-én reggel 4 órakor a helyőrség a Brüsszeli kapun (Brusselsepoort) át Den Bosch irányában elhagyta a várost. A franciák az elvonuló helyőrségnek engedélyezték, hogy két ágyút is magukkal vihessenek, melyeket később Németalföld országgyűlése Aylvának ajándékozott. Ezzel egy időben két francia ezred (a Löwendal és a Normandie) a Német kapun keresztül bevonult a város nyugati részén lévő Wyck negyedbe. A francia csapatok két parancsnoka, Szász Móric és Löwendal még aznap részt vettek a Szent Szervác-bazilikában megtartott hálaadó istentiszteleten.

## Következmények

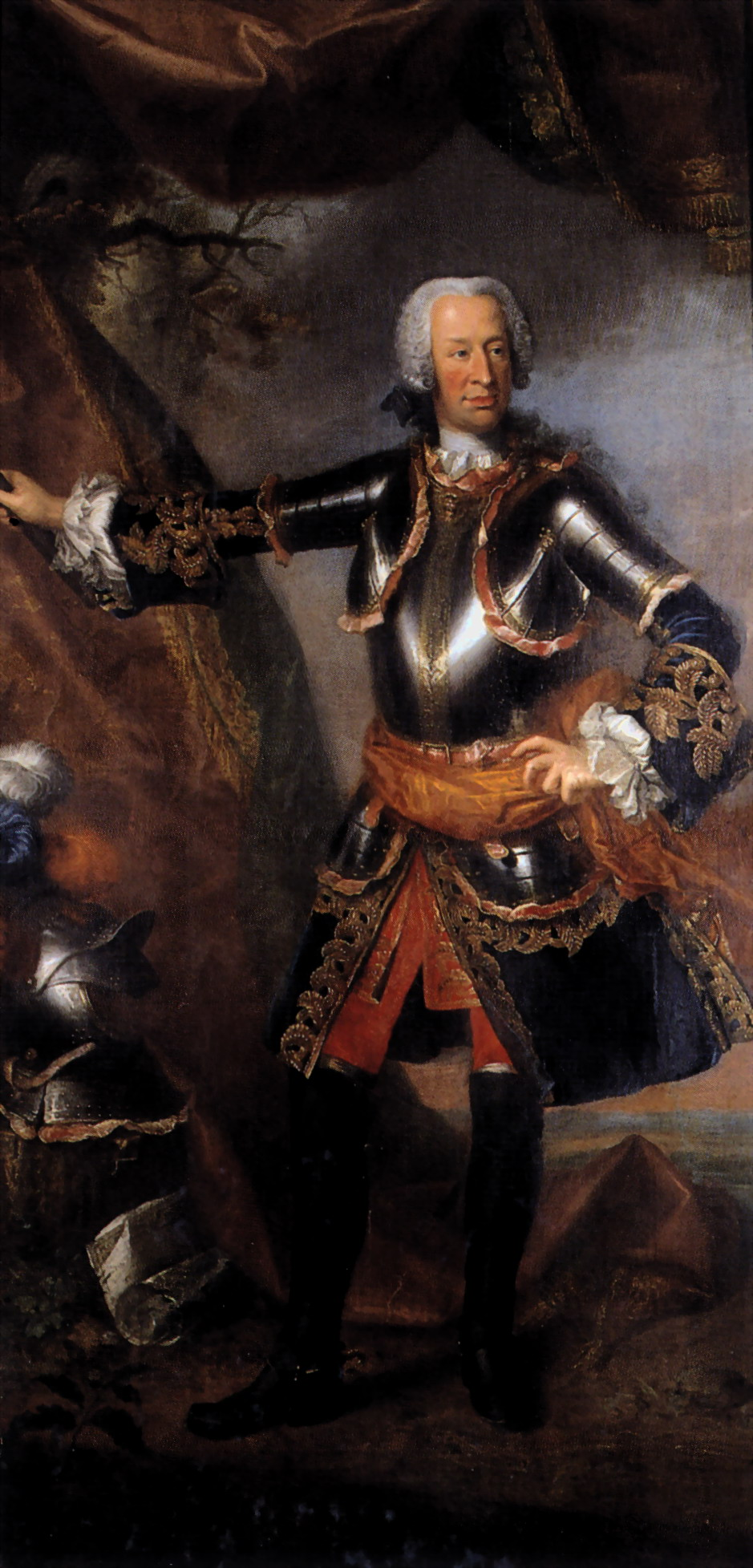
Hobbe van Aylva, a helyőrség parancsnoka

Az ostrom francia áldozatainak száma nem ismert. A helyőrség 218 halottat veszített a harcokban, és több mint 500 sebesült vagy beteg katona hunyt el a kórházakban. A város, különösen annak északi része súlyos károkat szenvedett. A Nieuwen Biesen, a német lovagrend parancsnokságának épülete részben megsemmisült. Maastricht átadását követően rövidebb ideig maradt francia megszállás alatt, mint mikor elfoglalták 1673-ban (1678-ig) és 1794-ben (1814-ig). Löwendal marsallt tették meg az erőd helytartójává, mely funkciót csak októberig töltötte be, az aacheni béke megkötéséig. 1748 októberétől 1749 februárjáig De Courten gróf volt a megbízott helytartó, aki a francia csapatok kivonását felügyelte. 1749. március 26-án Aylva helyőrségével visszatért Maastrichtbe.

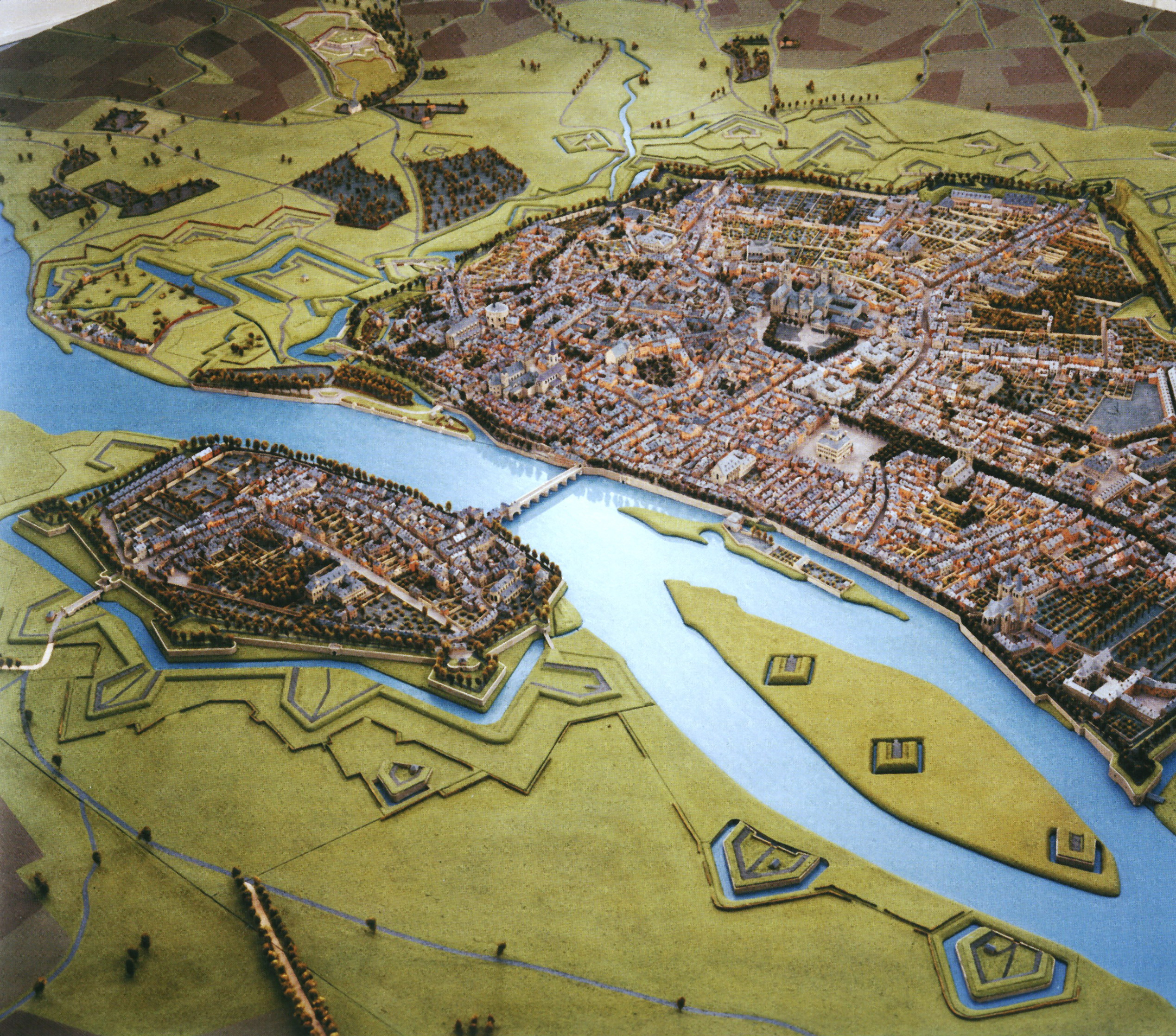
Maastricht városa Larcher d'Aubencourt makettjén

A rövid francia megszállás ideje alatt Larcher d’Aubencourt mérnök az egész várost felmérte. A mérési adatok feldolgozásával később Párizsban megépítették Maastricht erődjének makettjét. Ezt a makettet előbb a Tuileriákban, majd 1777-től 1991-ig az Invalidusok házában található Musée des Plans-Reliefs-ben őrizték, ahonnan az Észak-Franciaország és Dél-Németalföld városait bemutató 14 másik makettel együtt 1991-ben átszállították a lille-i (rijseli) Szépművészeti Múzeumba (Palais des Beaux-Arts). A maastrichti Centre Céramique-ben kiállított makett ennek 1972–82 között készült másolata.
A franciák rövid tartózkodásuk során nagy hatással voltak a helyi színjátszásra. A megszállás ideje alatt a Jeker melletti régi lovardát rendezték be színháznak a francia nyelvű színdarabok számára. Távozásuk után ez az épület szolgált évtizedeken át színházként, mígnem 1789-ben az erre a célra átalakított Bonbonnière-t használatba vették.

## Fordítás
- Ez a szócikk részben vagy egészben  a   Beleg van Maastricht (1748) című holland Wikipédia-szócikk ezen változatának fordításán alapul.  Az eredeti cikk szerkesztőit annak laptörténete sorolja fel. Ez a jelzés csupán a megfogalmazás eredetét és a szerzői jogokat jelzi, nem szolgál a cikkben szereplő információk forrásmegjelöléseként.
- Ez a szócikk részben vagy egészben  a   Siege of Maastricht (1748) című angol Wikipédia-szócikk ezen változatának fordításán alapul.  Az eredeti cikk szerkesztőit annak laptörténete sorolja fel. Ez a jelzés csupán a megfogalmazás eredetét és a szerzői jogokat jelzi, nem szolgál a cikkben szereplő információk forrásmegjelöléseként.